# Salvatore Majorana-Calatabiano

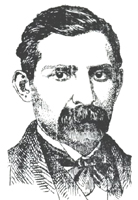
Salvatore Majorana-Calatabiano

Salvatore Majorana-Calatabiano, född 24 december 1825 i Militello in Val di Catania, död 23 december 1897 i Rom, var en italiensk nationalekonom och politiker. Han var far till Giuseppe och Angelo Majorana-Calatabiano
Majorana-Calatabiano var professor i nationalekonomi i Catania och Messina, deltog 1860 i den nationella enhetsrörelsen, blev samma år ledamot av italienska deputeradekammaren och 1879 senator samt var 1876–77 och 1878–79 handels- och jordbruksminister. Han skrev bland annat Trattato di economia politica (1865–66).